# Nonylphénol

un nonylphénol typique, ici le 4-(2,4-diméthylheptan-3-yl)phénol dont les atomes de carbone 3 et 4 sur la chaîne heptyle sont chiraux

Les nonylphénols (C15H24O), ou NP, sont des composés organiques synthétiques (ils ne sont pas produits naturellement) appartenant à la famille des alkylphénols. Le nom de nonylphénol regroupe génériquement différentes formes sous lesquelles on les retrouve ; le 2-, 3- ou 4-nonylphénols. 
En chimie industrielle, les nonylphénols sont des précurseurs très utilisés des nonylphénols polyéthoxylés (NPE) obtenus par éthoxylation, c'est-à-dire par addition de groupes éthoxyles, –O–CH2–CH2–, (jusqu’à une centaine) largement utilisés dans l'industrie, au moins jusque dans les années 2000 (en 2003 la production mondiale des nonylphénols était estimée aux environs de 600 000 tonnes par an. Les dérivés éthoxylés des nonylphénols (NPE) font partie du groupe des composés dits alkylphénols éthoxylés (ou APE). 
Les nonylphénols sont théoriquement biodégradables mais toxiques, bioaccumulables et relativement persistants. En effet, ils ne sont totalement dégradés qu'après plusieurs semaines, voire plus selon la température, l'acidité, la luminosité et le milieu dans lequel ils se trouvent, ce qui permet la contamination de l'environnement et de certains organismes. En se dégradant, ces derniers libèrent dans l'environnement le nonylphénol qui a servi à les fabriquer, et les organismes qui les dégradent produisent des métabolites plus toxiques (et œstrogéniques) que les NPE ; dont outre le NP, du nonylphénol monoéthoxylé (NP1EO), du nonylphénol diéthoxylé (NP2EO), de l’acide nonylphénoxyacétique (NP1EC) et de l’acide nonylphénoxyéthoxyacétique (NP2EC). 

NP et NPE font partie des produits chimiques fortement suspectés de causer la féminisation de poissons, crustacés, mollusques dans le milieu naturel et des difficultés de reproduction chez ces espèces.

## Utilisations, et applications industrielles
Les NPE sont synthétisés pour leurs propriétés tensioactives qui permettent une meilleure dispersion des liquides et la miscibilité de certaines substances telles que l'huile et l'eau. Ainsi, ils sont largement utilisés dans l'industrie. L'industrie textile les emploie comme agent mouillant, dispersants, émulsifiants ou encore comme détergents. Ils sont également utilisés dans les peintures, la production de pâtes et papiers, le traitement des métaux, l'extraction et la production du pétrole ainsi que dans certains floculants, biocides, agents de rétention, et même produits cosmétiques tels que les shampooings et certains produits nettoyants domestiques. Ceci indique que les NPE sont présents chez les particuliers en grande quantité.

## Toxicité
Le responsable de l'unité textile à la Commission européenne (qui a déjà rédigé la norme REACH concernant les produits autorisés ou non en Europe) mène actuellement une étude sur le nonylphénol qui est soupçonné de provoquer, entre autres, la stérilité chez les personnes qui le manipulent comme chez ceux qui le subissent via utilisation d'eau polluées : cas de stérilité chez des paysans au Bangladesh (un des plus gros fabricants de textiles au monde, industrie utilisant massivement le nonylphénol, pour nos marques quotidiennes de vêtements) et en Inde où l'industrie textile est présente depuis 30 ans.
On retrouve cette substance dans l'eau de lavage des machines à laver, elle n'est pas filtrée par les usines de traitements de l'eau, les boues restantes après traitement contiennent donc des nonylphénols ; ces boues sont utilisées par certains agriculteurs pour épandage hivernal ; la substance se retrouve ensuite dans les plantes qui poussent dans ces champs. 80 % des légumes poussant en France en contiendraient.
Les NP et les NPE étant tous les deux présents dans l’environnement, la toxicité des deux familles de composés est prise en compte et est exprimée en équivalent toxique de NP ou ET.
Les NP sont toxiques, notamment pour des organismes aquatiques :
- pour le poisson (17–1 400 μg/L),
- pour les invertébrés (20–3 000 μg/L)
- pour les algues (27–2 500 μg/L).

La toxicité des NPE augmente de façon inversement proportionnelle à la longueur de la chaîne éthoxyle. 
Les NP sont de 2 à 200 fois plus toxiques que les NPE.

## Reprotoxicité
Bien qu'ils soient 1 000 à 10 000 fois moins œstrogéniques que l’œstradiol, certains nonylphénols pourraient affecter la santé reproductive. Divers modèles biologiques et expérimentations ont montré des atteintes de la fertilité, de la reproduction et du développement chez des organismes exposés au 4-nonylphénol, comme c'est aussi le cas pour d’autres alkylphénols, tels que le 4-tert-octylphénol qui a des propriétés proches de celles du 4-nonylphénol.  
Perturbateurs endocriniens : Les NP sont connus comme ayant une activité œstrogène, c'est-à-dire ayant capacité d’imiter les hormones sexuelles naturelles, qui peut entraîner la féminisation d'organismes aussi différents que des moules ou des poissons (démontré, par exemple, chez Le médaka (Oryzias latipes), avec, par exemple, induction de vitellogénine chez la truite mâle.
- Chez l'animal : ils peuvent provoquer une diminution du succès de reproduction, un ralentissement de la croissance, une diminution de la taille
- Chez l'homme : les effets des NP sur l’homme sont encore mal connus par manque d’études. Des effets ont été récemment démontrés sur les fonctions du sperme chez les mammifères[10] et une détérioration de l’ADN dans le sperme humain et les lymphocytes humains[11]

## Cancérogénicité
Acevedo et son équipe ont montré chez la souris de laboratoire que le nonylphénol accroît significativement le risque de cancer mammaire (dans cette étude pour 30 mg·kg-1 de nonylphénol une fois par jour dans la nourriture durant 32 semaines).

## Dans l'environnement
Le nonylphénol (et les nonylphénoléthoxylates) ont été récemment ajoutés à la liste des composés préoccupants pour l'environnement de l'AEPC en 2017, ainsi qu'à celle de l'OSPAR (également en 2017). Et leur utilisation industrielle est déjà restreinte en Europe dans le cas des produits qui auront des contacts directs avec les consommateurs (emballages alimentaires, textiles).

### Contamination environnementale
Des NP et NPE sont détectés, généralement à faible dose, presque partout (eau, air, sol, sédiments et biote). 
Le nonylphénol est l'un des produits les plus retrouvés dans les eaux de rivières et fleuves en Europe selon l'AEE ) L’estimation de l’exposition humaine aux NP et aux NPE reste cependant délicate, du fait des nombreuses sources potentielles d’exposition à ces composés, et en raison d'une mauvaise connaissance de leur cinétique et durée de vie dans l'environnement. 
Les données publiées laissent penser que la bioaccumulation du NP et des NPE via la chaîne alimentaire aquatique existe, avec des facteurs de bioconcentration (FBC) et de bioaccumulation (FBA) élevés, pour le biote (dont algues et plantes) ; variant de 0,9 à 3 400 pour les invertébrés et poissons. 
Des calculs complets des effets devraient prendre en compte l'action conjointe et éventuellement synergique de toutes les formes et dérivés ou composés de nonylphénols, via l’exposition directe des humains à ces différents composés présents dans de nombreux produits de consommation, mais également via l’exposition indirecte due aux rejets industriels et domestiques, ainsi qu'à des relargages différés (par exemple par remise en suspension de sédiments lors de crues ou curages). 
Les données de surveillance des milieux auxquels les humains sont le plus susceptibles d’être exposés sont trop limitées pour qu'on puisse estimer avec précision l’exposition humaine ou animale aux NP et aux NPE.

### Origine de la contamination environnementale
Les apports de NPE dans l'eau semblent surtout venir des effluents de stations d’épuration des eaux usées (industrielles, municipales) ou de rejets directs faits dans le milieu aquatique. Les particuliers y contribuent via certains shampoings et produits d'entretien rejetés dans les égouts jusqu'aux stations d'épuration (là où elles existent, c'est-à-dire dans les pays riches surtout).
Selon le traitement appliqué en station d'épuration, seuls 20 à 80 % des NPE sont éliminés, bien qu'il soit théoriquement possible d'éliminer les NPE jusqu'à 90 %. Le traitement primaire (simple décantation) ne permet que de supprimer la majeure partie des matières en suspension. Les NPE sont alors attaqués par divers micro-organismes, qui les métabolisent, d'abord en sous-produits. Les produits intermédiaires (nonylphénol) et finaux du métabolisme sont cependant plus persistants que les NPE parents. Il faut plusieurs semaines pour les dégrader notamment par le CO2 et par photodégradation. Il s'en retrouve donc dans l'environnement notamment dans les sols, les boues d'épandage, les eaux souterraines, les rivières et les sédiments. Les NP sont persistants sous conditions anaérobiques et de froid (dans les eaux souterraines, les sédiments et les décharges), mais semblent l’être beaucoup moins dans le sol en milieu aérobie. 
La présence de NP et de NPE dans les sédiments s’explique aussi par le fait qu’ils sont adsorbés par des particules qui se déposent ensuite au fond des rivières à l'abri de la lumière et parfois de l'oxygène. Leur adsorption dépend notamment de la teneur en carbone organique total des sédiments. 
Ensuite, les plantes aquatiques, les poissons et divers organismes entrant en contact avec les sédiments ou le sédiment mis en suspension (lors des crues, ou de travaux, par exemple, ou via des animaux fouisseurs) peuvent absorber les NP et NPE qu’ils renferment. 
Les NP sont connus pour s’accumuler dans les tissus des poissons et d’autres organismes vivants, et suivre un processus de « biomagnification » dans la chaîne alimentaire. Ils se retrouvent donc dans la chaîne alimentaire dans de nombreux produits, tels que la charcuterie, les tomates ou encore les pommes.
Un contact direct avec la peau humaine ou avec les muqueuses est également fréquent, ce qui préoccupe les endocrinologistes, car les NP sont considérés comme des perturbateurs endocriniens, agissant donc à très faibles doses ; une étude commandée par l'ONG Greenpeace annonce que des résidus de NP et de NPE ont été trouvés sur les fibres de vêtements de 14 grandes marques (dont Adidas, Uniqlo, Calvin Klein, Li Ning, H&M, Abercrombie & Fitch, Lacoste, Converse et Ralph Lauren) achetés dans 18 pays ; 52 vêtements sur les 78 soumis à analyse en contenaient. La contamination des tissus se fait souvent en Chine, Inde et quelques pays en voie de développement, mais la contamination de l'environnement ou de la peau se fait partout où les habits sont portés,.

## Techniques d’analyses
Les NP peuvent être analysés par plusieurs méthodes ;
- Colorimétrie,
- Chromatographie en phase gazeuse-spectrométrie de masse (GC-MS),
- Chromatographie en phase liquide à haute performance à détection de fluorescence précédée d’une extraction en phase solide (SPE/HPLC-fluorescence).

Sabik et al. ont mesuré la quantité de NP et de NPE dans l’eau du fleuve Saint-Laurent à la sortie de la station d’épuration de l’île de Montréal à l’aide d’un LC-MS-MS. Les échantillons ont été prélevés en amont et en aval deux fois par jour à trois reprises. L’eau a été filtrée par des pores de 293 μm de diamètre pour enlever les plus grosses particules, puis passée par une cartouche C18[Quoi ?]. Ensuite, 10 μL ont été injectés dans une colonne de chromatographie liquide à température ambiante. La phase mobile était 98 % de méthanol et 2 % d’une solution aqueuse de 1 % d’acide formique. Un tandem MS-MS a été utilisé pour pouvoir mieux séparer les isomères. Ils ont obtenu une concentration de 1,0 ± 0,3 μg/L de NP et de 144 3 μg/L de NPE, en considérant seulement la fraction dissoute dans l’eau. 
Il est utile de distinguer les isomères des nonylphénols pour déterminer dans quelles proportions ils sont présents dans des mélanges de plusieurs contaminants. Pour cela, Meinert et al. ont utilisé la technique d’analyse d’effets dirigés. Cette technique implique deux phases d’analyse. Premièrement, il y a la phase de préparation des échantillons par une chromatographie en phase gazeuse préparative GC-FID, où ils ont pu séparer en 11 fractions un mélange de 4-nonylphénol. Selon ce qui a été obtenu, il est fort probable que chaque pic soit un mélange de deux isomères. La résolution pourrait être améliorée, mais les temps de rétention augmenteraient grandement. De ce qui est initialement injecté, 1 % se rend au détecteur, puis 99 % est récupéré afin de passer l’étape 2. Ensuite, chaque fraction est injectée dans un 2e GC, qui est par contre couplé à un spectrographe de masse, qui permet d’évaluer les différentes parties d’embranchements provenant d’un isomère. L’ion moléculaire à 107 m/z est associé à l’ion phénol sans la chaîne carbonée. Plusieurs autres ions moléculaires sont obtenus et correspondent à l’endroit où l’embranchement de la chaîne a lieu. La reproductibilité est très bonne, puisque pour 600 groupes de 11 fractions, les temps de rétention varient de seulement 3 secondes et l’écart-type des pics est inférieur à 9 %.
Des nonylphénols peuvent rapidement et efficacement être détectés avec une machine relativement petite et portative en utilisant un microréacteur où le liquide est transporté à travers des micropores, où des anti-nonylphénols ont été greffés. Ces pores sont le lieu de réaction où le liquide pénètre. La réaction est la liaison entre l’anti-NP et le NP. Cette réaction est en compétition avec la liaison de l’anti-NP à une peroxidase conjuguée de nonylphénol, NP-HRP. C’est cette enzyme qui permet la mesure, puisqu’elle absorbe à 450 nm. Donc s’il y a présence de NP, l’enzyme ne se lie pas et est éliminée au lavage suivant la réaction. La limite de détection est de 0,1 ng/mL et la sensibilité de 500 ng/mL.

## Études
En 2004, une étude réalisée en France par Greenpeace portant sur 50 foyers et une école primaire, a permis de mettre en évidence la présence de NP dans certains pyjamas pour enfants, dans des jouets, des produits nettoyants ou encore des peintures alors que depuis 2003, ils sont interdits en Allemagne car le centre de recherche de Jülich a trouvé des restes de nonylphénol dans des produits alimentaires tels que le chocolat, les pommes et la charcuterie. Ce centre de recherche a également trouvé des traces de NP dans le lait maternel.
Toujours selon Greenpeace, plus de 25 % des rivières de l’Union Européenne présentent des taux de nonylphénols régulièrement supérieurs à la concentration à effet nul.
Au Canada, les concentrations de NP dans les sédiments du bassin des Grands Lacs et du fleuve Saint-Laurent variaient entre des valeurs inférieures aux niveaux de détection (<0,02 μg/g de poids sec) et 110 μg/g de poids sec. Ces concentrations dépassent la Recommandation Canadienne Provisoire pour la Qualité des Sédiments (RCPQS) qui est de 1,4 mg ET/kg indiquant que des effets nocifs peuvent survenir.

## Alternatives
Dans la plupart de leurs usages, les NPE ont été remplacés par des alcools gras éthoxylés. Ces produits de substitutions ne possèdent plus de noyau phénol qui explique la toxicité et de l’écotoxicité des nonylphénols. Ils n’auraient donc plus d’effets perturbateurs endocriniens et ne présenteraient aucun autre inconvénient majeur[réf. nécessaire] . 
La plupart des industries pour lesquelles le remplacement des NP-NPE a un faible coût ont déjà effectué cette substitution. Ainsi, en 2001, une réduction de près de 100 % de l'utilisation des NP et NPE a été prévue par l'industrie canadienne des pâtes et papiers, pour le 31 décembre 2003 au plus tard. Les usines textiles canadiennes produisant un effluent au-dessus de 30 m3/jour ont pour leur part réduit de 95 % leur utilisation de NP-NPE en 2005.
La substitution serait la plus coûteuse dans le secteur du nettoyage industriel, où des produits de substitution commencent à être utilisés, surtout depuis les années 2000. Selon d'autres sources, le secteur du textile dispose d'alternatives possibles à un coût supportable mais ne semble pas chercher à les adopter.